# Atlanta Medical
Atlanta Medical (Originaltitel: The Resident) ist eine US-amerikanische Krankenhausserie, die 2018 in den Vereinigten Staaten anlief; noch im selben Jahr wurde sie um eine zweite Staffel verlängert. In Deutschland wird die Serie auf ProSieben ausgestrahlt. Die Hauptrollen spielen Matt Czuchry, Emily VanCamp, Bruce Greenwood und Melina Kanakaredes. Im März 2019 wurde die Serie von Fox um eine dritte Staffel verlängert, die 23 Folgen umfassen sollte, aufgrund der COVID-19-Pandemie jedoch nach 20 Episoden vorzeitig beendet wurde. Im Mai 2020 verlängerte Fox die Serie um eine vierte Staffel, die vom 12. Januar bis zum 18. Mai 2021 ausgestrahlt wurde. Im Mai 2021 wurde eine fünfte Staffel bestellt. Deren Ausstrahlung lief vom 21. September 2021 bis zum 17. Mai 2022.
Im Mai 2022 bestellte Fox eine sechste Staffel. Diese wurde vom 20. September 2022 bis zum 17. Januar 2023 ausgestrahlt.
Im April 2023 gab Fox das Ende der Serie bekannt.

## Inhalt
Der junge Assistenzarzt Devon hat seinen Abschluss in Harvard gemacht und wird dem unkonventionellen Resident Dr. Conrad Hawkins zugeteilt, der ihm die Welt der Krankenhausmedizin näherbringen soll. Dr. Randolph Bell ist Chef der Chirurgie, der von den Krankenschwestern und einigen Ärzte hinter seinem Rücken als „Doctor Death“ tituliert wird, weil auffällig viele Patienten seine Eingriffe nicht überleben. Heimlich kämpft er gegen ein unkontrolliertes Zittern seiner Hände, ohne seine großen Ambitionen auf die Krankenhausleitung aufzugeben. Dr. Lane Hunter ist die Onkologin vor Ort. Laut der offiziellen Statistik ist ihre neue Behandlungsmethode eine Erfolgsstory. Doch auch in ihrer Abteilung scheinen sich die Todesfälle zu häufen.

### Staffel 1
Randolph Bell, Chefarzt der Chirurgie am Chastain Park Memorial Hospital, führt bei einem Patienten eine Blinddarmoperation durch, als sein Tremor in der linken Hand zu einer durchtrennten Arterie führt. Der Patient verblutet, und der Vorfall wird durch das Operationsteam vertuscht. Aufgrund der hohen Komplikationsrate von Randolph lautet sein Spitzname „HDTUDZ“ (Hände des Todes und der Zerstörung). Devon Pravesh meldet sich für seinen ersten Tag als Assistenzarzt; er wird dem Assistenzarzt im dritten Jahr Conrad Hawkins zugeteilt, mit dem eine Zusammenarbeit „unmöglich“ erscheint. Conrad und die Krankenschwester Nic Nevin teilen sich einen privaten Moment in einem Bereitschaftsraum und deuten eine romantische Beziehung an. Lily Kendall, eine wiederkehrende Leukämiepatientin, die vom Krankenhauspersonal geliebt wird, wird wegen einer Infektion eingeliefert. Eine kämpferische Frau mit Endokarditis kommt in die Notaufnahme und verliert das Bewusstsein, was Devon die Chance gibt, seinen ersten Code durchzuführen. Während einer Live-Übertragung einer Operation, bei der Randolph mit dem Tizian – einem fortschrittlichen robotergestützten chirurgischen Instrument – operiert, entdeckt Conrad, dass die chirurgische Assistenzärztin Mina Okafor den Eingriff tatsächlich durchführt, ohne dass das Publikum davon weiß.
Micah, ein 28-jähriger Lehrer mit einer Vorgeschichte von Herzerkrankungen, bricht in seinem Klassenzimmer zusammen, als Conrad zu den Schülern über seinen Weg zum Arzt spricht. Er wird ins Krankenhaus gebracht, wo er eine Herztransplantation benötigt. Während eines Jagdunfalls mit Randolph und Lane Hunter, Leiter der Onkologie am Chastain Park Memorial Hospital, bricht ein Kongressabgeordneter aufgrund von Herzkomplikationen zusammen und schießt mit seiner Waffe fehlzündet, wobei er auf einen Lobbyisten des Krankenhauses schießt. Der Kongressabgeordnete benötigt auch eine Herztransplantation, was zu einem Konflikt führt, wenn ein Spenderherz verfügbar wird. Eine unterbesetzte Notaufnahme zwingt Conrad, Devon zu verlassen, um die Notaufnahme am „Unabhängigkeitstag“, wie Conrad es nennt, allein zu leiten; Devon wird schnell mit seinen Aufgaben überfordert. Lane entlässt Lily trotz der Bedenken von Devon und Nic.
Eine Abrechnungsberaterin wird unter Vertrag genommen, um das Personal darin zu schulen, wie man Verfahren „upcodiert“, damit das Krankenhaus höhere Beträge in Rechnung stellen kann; ihre Anwesenheit verursacht Reibungen zwischen ihr und einigen Mitarbeitern. Nachdem sie einen Patienten mit einem nicht benötigten MRT fast umgebracht hat, wird der Berater entlassen. Randolph bittet einen Kollegen um Rat bezüglich eines hypothetischen Patienten mit einem Handtremor; Benzodiazepine werden als letztes Mittel vorgeschlagen, da zu den negativen Nebenwirkungen Aggression und kognitive Beeinträchtigung gehören können. Die medizinische Transporthelferin Louisa Rodriguez kollabiert an starken Rückenschmerzen und wird mit einem retroperitonealen Sarkom diagnostiziert. Es wird festgestellt, dass sie nicht versichert und eine Immigrantin ohne Papiere ist, was Conrad und Devon dazu zwingt, sich der Krankenhausverwaltung zu widersetzen und ein Operationsteam zu finden, das bereit ist zu operieren. Louisas Eingriff ist erfolgreich, aber ihre Reha wird das Krankenhaus 2 Millionen Dollar kosten. Jude Silva – ein behandelnder Chirurg, der zuvor an Conrads Seite im Marinekorps gearbeitet hat – teilt Conrad seine Frustration über die Bürokratie in der Medizin mit und versucht, Conrad davon zu überzeugen, sich wieder mit ihm beim Militär zu melden.
Als das Budget der Notaufnahme gekürzt wird, um die Kosten für Louisas Operation zu decken, wird die Abteilung unterbesetzt und die leitende Krankenschwester Ellen Hundley entlassen. Ihre Nachfolgerin, eine unerfahrene Krankenschwester, trianguliert irrtümlich einen Patienten während eines Massenunfalles. Der Patient stirbt an einem subduralen Hämatom und wird falsch identifiziert, was dazu führt, dass Conrad die falsche Familie über den Tod ihres Sohnes informiert. Anschließend muss er den richtigen jungen Mann behandeln, der überlebt. Am Ende des Tages wird Ellen wieder eingestellt und findet das Handy des Unbekannten, so dass Conrad seine Mutter anrufen und sie über den Tod ihres Sohnes informieren kann. Eine Frau wird wegen Gallensteinen ins Krankenhaus eingeliefert; bei ihr wird Gallenblasenkrebs diagnostiziert und sie muss sich einer riskanten und experimentellen Operation unterziehen. Dank Bells nun ruhigen Händen und seiner Erfahrung ist er in der Lage, die Frau zu retten. Mina wird für den Tag auf die Bank gesetzt, an dem sie versucht, der behandelnden Chirurgin Jen Kays bei einer Operation direkt zu assistieren. Randolph genießt die Vorteile der Benzodiazepine, die er zur Linderung seines Handzitterns eingenommen hat. Nic hat Schwierigkeiten, Lilys Krankenakte aus Lanes Chemotherapie-Klinik zu holen, und geht direkt in die Klinik, wo sie einen Behandlungsraum bemerkt, der mit Patienten überfüllt zu sein scheint.
Randolph beginnt negative Nebenwirkungen der Benzodiazepine, die er eingenommen hat, zu erfahren. Drei Patienten werden ins Krankenhaus eingeliefert: Ed muss ein verkümmerter Hoden entfernt werden; Christine muss wegen eines abdominalen Aortenaneurysmas operiert werden; und York benötigt ein Verfahren zur Entfernung eines Fremdkörpers aus seinem Dickdarm. Alle drei Operationen werden gleichzeitig geplant, wobei Randolph die Eingriffe durchführt und Mina assistiert. Während der Operation in York fällt Bradley – ein Chirurg, der gerade eine 30-stündige Schicht hinter sich hat – in Ohnmacht und löst eine Reihe von Ereignissen aus, und Mina wird anschließend einer Morbiditäts- und Mortalitätskonferenz unterzogen, um einen Unfall zu behandeln, der sich während eines der Eingriffe ereignet hat. Nic vertraut Conrad ihren Verdacht auf Lanes Behandlungsprotokolle an und ermutigt Lily, eine zweite Meinung einzuholen, was Lane dazu veranlasst, Nic zu verbieten, einen ihrer Patienten zu behandeln. Marshall Winthrop – ein Investor, der dem Krankenhaus finanzielle Unterstützung gewähren möchte – wird als Conrads Vater entlarvt.
Nic informiert Devon, dass sie glaubt, dass Lane Versicherungsbetrug begeht, indem sie ihre Patienten überbehandelt; Devon wehrt sich gegen die Anschuldigung. Lily ist für eine Knochenmarktransplantation vorgesehen, aber ihre Bluttests zeigen, dass sie an akutem Nierenversagen leidet und die Transplantation sie töten würde, was Devon von Nics Verdacht überzeugt. Ein Notfallpatient, Nigel, kommt wegen eines verletzten Knöchels und erzählt Conrad, dass er seit 10 Jahren unter chronischen Verdauungsschmerzen unbekannter Ursache leidet, die seine Lebensqualität negativ beeinflussen. Erschöpft von unzähligen Tests ohne Ergebnis, gibt er Conrad 24 Stunden Zeit, um die Ursache zu finden. Randolph stellt die Einnahme der Benzodiazepine ein und erfährt, dass eine Gehirnoperation seine einzige andere Option zur Heilung seines Handzitterns ist. Nic enthüllt Mina, dass ihre Schwester eine genesende Süchtige ist, und entdeckt, dass Mina unterprivilegierte Menschen aus ihrer Wohnung heraus behandelt hat. Marshall trifft sich mit Conrad, um ihn darüber zu informieren, dass er plant, ein kleines Privatkrankenhaus zu eröffnen, und er wünscht, dass Conrad dies leiten soll.
In einer Vorstandssitzung diskutiert Claire über die Wiederherstellung des Rufs des Krankenhauses, nachdem sie im U.S. News & World Report bekannt gegeben hat, dass sie aus den „Top 50 Krankenhäusern“ herausgefallen sind. Ein arroganter Baseball-Pitcher, der an einer tiefen Venenthrombose leidet, wird vom Concierge-Arzt Spalding Massero eingeliefert und in den V.I.P.-Flügel des Krankenhauses eingeliefert. Nachdem er Nic sexuell belästigt hat, stellt Conrad ihn zur Rede. Randolphs Handzittern kehrt zurück, und er wendet sich an Mina, um ihm bei seinen Operationen zu assistieren. Darryl, ein 70-jähriger Mann mit Lungenkrebs im Stadium IV, erhält eine extrem schlechte Prognose, verweigert aber die Behandlung, damit er mehr Zeit mit seiner Frau verbringen kann. Conrad verbürgt sich für Darryls Wünsche, aber Lane setzt sich über ihn hinweg, was Conrad misstrauisch macht. Er erklärt sich bereit, Lanes Praktiken mit Devon und Nic zu untersuchen. Um die Probleme zu umgehen, auf die sie stoßen, wenn sie Zugang zu Lanes Krankenakten erhalten, weckt Devon absichtlich das Interesse seiner Verlobten, der Journalistin Priya.
Eine obdachlose Frau kommt zu einer Wohltätigkeitsveranstaltung im Chastain Park Memorial Hospital; sie scheint sich in einem Zustand der Psychose zu befinden. Es wird festgestellt, dass sie illegal von einem anderen Krankenhaus abgesetzt wurde und die Tochter einer wohlhabenden und prominenten Familie in Savannah, Georgia, ist. Conrad und Nic sind mit ihrer ursprünglichen Diagnose der paranoiden Schizophrenie nicht einverstanden und müssen gegen die Zeit rennen, um sie genau zu diagnostizieren, bevor sie in eine psychiatrische Einrichtung gebracht wird. Devons Eltern besuchen ihn und Priya, um Einzelheiten ihrer bevorstehenden Hochzeit zu besprechen. Devons Familien gehören innerhalb des indischen Kastensystems unterschiedlichen Klassen an, was zu Spannungen zwischen Devon und seinem Vater führt. Der Notarzt Irving Feldman arbeitet mit Devon zusammen, um einen männlichen Begleiter zu behandeln, der durch eine Glastür gerannt ist. Micah kommt zu einer Untersuchung und zeigt ein romantisches Interesse an Mina.
Conrads Ex-Verlobte kommt mit Bauchschmerzen in die Notaufnahme. Nic ist sich nicht bewusst, dass Conrad zuvor verlobt war, und fragt sich, wie gut sie ihn wirklich kennt. Claire teilt Randolph mit, dass sie die Anstellung von Ärzten mit einer hohen Komplikationsrate kündigen wird und dass sie Tonaufnahmegeräte an jeder Kamera in jedem OP installiert hat. Besorgt darüber, dass ihre Behandlung sie umbringt, bittet Lily Nic um eine Überweisung, um eine zweite Meinung einzuholen. Nachdem sie wegen einer unerwünschten Reaktion auf ihre Chemotherapie eingewiesen wurde, entdeckt Lane, dass Lily eine zweite Meinung eingeholt hat und dass Nic die Überweisung vorgenommen hat. Sie weist Nic an, Lily über einen Zeitraum von 8 Stunden eine hohe Dosis Kalium zu verabreichen. Lane wird gesehen, wie sie Lilys Zimmer betritt, nachdem Nic für den Abend gegangen ist; Lily erleidet kurz darauf einen Herzstillstand und stirbt trotz Conrads verzweifelter Bemühungen, sie wiederzubeleben.
Von den Gedanken an Lilys Tod abgelenkt, kollidiert Conrad beim Joggen mit einem Fahrradfahrer und verletzt sich dabei am Knöchel. Claire kündigt an, dass eine Autopsie von Lilys Leiche durchgeführt werden soll, um die Todesursache zu bestimmen; Lane ist fragwürdig offen und ermutigt zu dem Verfahren. Die Neurochirurgin Dr. Eileen Jacob – eine von Conrads Medizinprofessoren und Minas Idol – wird ins Krankenhaus eingeliefert, weil sie die Geister der Patienten sieht, die sie verloren hatte. Der zweitreichste Mann Chinas wird in den V.I.P.-Flügel eingeliefert, um sich einen Tumor entfernen zu lassen. Komplikationen treten auf, nachdem Randolph die Operation abgeschlossen hat und Jude eine Notoperation durchführt. Nachdem er Randolph des Fehlverhaltens beschuldigt hat, werden seine Privilegien im Krankenhaus ausgesetzt, was ihn dazu veranlasst, das Krankenhaus endgültig zu verlassen. Lane flirtet mit Randolph und schlägt vor, dass ein Arzt Claire als CEO des Krankenhauses ersetzen sollte. Nachdem er eine Nacht mit Nic verbracht hat, liegt Conrad wach und wird von dem Geist von Lily heimgesucht.
Bei einer von Randolph durchgeführten Operation verursacht ein Funke von einem Kauterwerkzeug ein Feuer und der Patient hat schwere Verbrennungen. Die Risikomanagement-Abteilung des Krankenhauses führt eine Untersuchung durch, nachdem Lilys Eltern die Einrichtung wegen widerrechtlicher Tötung verklagt haben. Lane wird interviewt, wobei die Schuld auf Nic geschoben wird, die darüber informiert wird, dass Lily an einer Kalium-Überdosis gestorben ist. Conrad, Devon und Nic beginnen, nach Fehlern bei Lanes anderen Patienten zu suchen. Während seiner Arbeit in der Notaufnahme mit Irving trifft Devon auf einen Patienten mit Cyberchondrien. Claire beruft eine Sitzung des Notfallausschusses ein, um den Brand im OP in Verbindung mit Randolphs Komplikationsrate zu diskutieren. Der Spieß wird umgedreht, als Randolph, Lane und ein erfahrener Anästhesist Claire beschuldigen, sie versuche, bei der Patientensicherheit Geld zu sparen. Claire wird gefeuert, und Randolph wird zum neuen CEO des Krankenhauses erklärt. Nic wird von Randolph gefeuert, nachdem sie offiziell für Lilys Tod haftbar gemacht wurde.
Nach Beendigung einer 30-Stunden-Schicht fällt der chirurgische Assistenzarzt Bradley durch die Glasdecke eines Konferenzraumes. Randolph schließt daraus, dass es sich um einen Selbstmordversuch handelt, aber Conrad und Devon sind anderer Meinung und beginnen mit der Suche nach medizinischen Beweisen. Randolph befiehlt Mina, einem talentierten, aber äußerst arroganten Herz-Thorax-Chirurgen, AJ Austin, eine Führung durch die Einrichtungen zu geben, in der Hoffnung, ihn für das Personal des Krankenhauses zu gewinnen. Nic konfrontiert Lane in einem Coffeeshop und teilt ihr mit, dass ihr Lanes Geschichte in Nashville bekannt ist, wo sie unter ihrem Ehenamen Lane Derzius praktizierte. Auf ihrer Suche nach der Wahrheit trifft Nic auf eine ehemalige Kollegin von Lane, die ihren Verdacht bestätigt. Sie kehrt nach Hause zurück und findet einen fremden Mann vor ihrer Haustür vor; er schüchtert sie weiter ein, um sie davon abzubringen, weiter gegen Lane zu ermitteln.
Eine Frau wird wegen schwerer Kopfschmerzen, die Halluzinationen verursachen, ins Krankenhaus eingeliefert. Da sie nicht versichert ist, müssen Conrad und Devon sie diagnostizieren und behandeln, bevor Randolph davon erfährt und sie entlassen kann. Nic findet einen Weg, ihr Problem mit dem Mann zu lösen, der sie weiterhin verfolgt und eingeschüchtert hat. Ein ehemaliger Patient bringt seine Mutter ins Krankenhaus, die am Ende eine „wache“ Operation benötigt, die von AJ und Mina durchgeführt wird. Nic findet ihre Schwester Jessie auf dem Boden ihres Hauses, die an einer Überdosis OxyContin leidet; sie verabreicht ihr Narcan und bringt Jessie ins Krankenhaus. Eine Gleichaltrige aus Nics Krankenpflegeschule – die in Lanes Klinik arbeitet – willigt ein, Nic medizinische Akten zu geben, um ihr bei der Untersuchung von Lane zu helfen. Als Nic mitten in der Nacht das Gebäude betritt und die Polizei eintrifft, wird ihr klar, dass man ihr eine Falle gestellt hat. Sie ruft Conrad aus dem Gefängnis an und bittet ihn, ihre Schwester in eine Reha-Einrichtung zu bringen.
Nachdem er die Nacht in Minas Wohnung verbracht hat, bekommt Micah Herzbeschwerden und wird wieder ins Krankenhaus eingeliefert. Ein Wiederholungshypochonder kehrt in die Notaufnahme zurück und teilt Devon mit, dass Lane bei ihr ein Lymphom diagnostiziert hat; ihre Testergebnisse zeigen, dass sie keine Krebsmarker hat. Conrads Vater stellt Kaution für Nic und sie wird entlassen. Conrad und Devon informieren Nic über Lanes Taten, und sie kontaktieren das FBI. Die drei informieren Randolph über ihre Aktionen, und er ist gezwungen, Lane von all ihren Patienten und Krankenhausprivilegien zu befreien. Er teilt ihr mit, dass das FBI kontaktiert wurde, und bietet ihr an, ihr beim Fälschen und Verbrennen von Dokumenten zu helfen. Als sie ihre Klinik mit belastenden Akten verlässt, wird sie von Randolph und dem FBI empfangen und verhaftet. Nic wird daraufhin wieder eingestellt, und Conrads Vater wird Vorstandsvorsitzender des Krankenhauses und Randolphs Vorgesetzter.

### Staffel 2
Während eines Stromausfalls im Chastain muss das Personal ohne technische Hilfsmittel auskommen. Bell ordnet an, keine neuen Patienten mehr aufzunehmen und sie in andere Krankenhäuser überstellen zu lassen. Als ein Kind mit Schussverletzung ankommt, entscheiden sich Conrad und Devon entgegen der Anordnung das Kind zu behandeln und retten so das Leben des Kindes. Währenddessen kämpfen Austin und Mina im OP um das Leben eines herzkranken Frühchens unter erschwerten Bedingungen, da die Notfallgeneratoren nicht rund laufen.
Dr. Bell kann es nur schwer ertragen, dass Dr. Lane Hunter alle Regeln der ärztlichen Ethik übergangen hat. In seiner Verzweiflung nimmt er eine Prostituierte mit, die Lane zum Verwechseln ähnlich sieht. Als er ihr das Geld überreicht, entpuppt sich diese als Undercoveragentin. Ihm droht ein Verfahren und eine Anzeige bei der Ärztekammer. Bell ist zudem frustriert, als Marshall Winthrop Conrads Input in seinen Diskussionen über die Ausgaben des Krankenhauses anfordert. Während Conrad und Nic daran arbeiten, die Kosten für ihre bedürftigen Patienten zu senken, trifft Julian Lynn, eine ambitionierte und raffinierte Vertreterin von Medizinprodukten, die Mitarbeiter vom Chastain und mischt sich in die laufende Arbeit der Ärzte ein, um ihre kostspieligen Produkte zu fördern. Währenddessen wird Minas Beziehung zu Micah im Zuge seines Heilungsprozesses auf die Probe gestellt und Devon hat die Aufgabe, die eifrigen neuen Medizinstudenten im Krankenhaus herumzuführen.
Nic und Conrad denken über ihre Vergangenheit nach, als sie zusammen ein glückliches Ehepaar behandeln, die beide mit mysteriösen Symptomen ins Krankenhaus eingeliefert werden. Unterdessen werden die Kochsalzlösungen im Chastain knapp. Bell möchten auf einer Geschäftsreise gemeinsam mit Marshall weitere Geschäftspartner lukrieren. Mina warnt A.J., doch der wagt es dennoch, eine Bitte von Bell abzulehnen. Devon zieht es weiterhin zu der Vertreterin für medizinische Geräte Julian und die Mitarbeiter bereiten sich auf Conrads dreijähriges Jubiläum im Chastain vor.

## Besetzung
Die Synchronisation der Serie wird bei der Arena Synchron nach Dialogbüchern und unter der Dialogregie von Oliver Feld und Berenice Weichert erstellt.
| Rolle                       | Funktion                                                                | Hauptrolle | Nebenrolle                                                                      | Schauspieler           | Synchronsprecher  |
| --------------------------- | ----------------------------------------------------------------------- | ---------- | ------------------------------------------------------------------------------- | ---------------------- | ----------------- |
| Dr. Conrad Hawkins          | Senior Resident (St. 1–3), Chief Resident (St. 3–5), Oberarzt (St. 5–6) | 1.01–6.13  |                                                                                 | Matt Czuchry           | Jeremias Koschorz |
| Dr. Devon Pravesh           | Assistenzarzt (St. 1–3), Junior Resident (St. 3–5), Oberarzt (St. 5–6)  | 1.01–6.13  |                                                                                 | Manish Dayal           | Amadeus Strobl    |
| Dr. Randolph Bell           | Allgemeinchirurg, Chefarzt der Chirurgie (St. 1), CEO (St. 1–3)         | 1.01–6.13  |                                                                                 | Bruce Greenwood        | Bernd Vollbrecht  |
| Claire Thorpe               | CEO (St. 1)                                                             | 1.01–1.11  |                                                                                 | Merrin Dungey          | Victoria Sturm    |
| Dr. Mina Okafor             | Resident in der Chirurgie                                               | 1.01–4.10  |                                                                                 | Shaunette Renée Wilson | Runa Aléon        |
| Nicolette „Nic“ Nevin       | Krankenschwester                                                        | 1.01–5.03  | 5.05, 5.23                                                                      | Emily VanCamp          | Magdalena Turba   |
| Dr. Lane Hunter             | Onkologin                                                               | 1.02–1.14  | 2.08, 2.10                                                                      | Melina Kanakaredes     | Gabriele Libbach  |
| Marshall Winthrop           | Vorstandsvorsitzender des Krankenhauses (St. 2–6), Vater von Conrad     | 2.01–2.23  | 1.05–1.06, 1.14, 3.06, 3.11, 3.20, 4.01, 4.05, 4.12–5.01, 5.03–5.04, 5.14, 6.08 | Glenn Morshower        | Kaspar Eichel     |
| Dr. AJ „The Raptor“ Austin  | Herz-Thorax-Chirurg                                                     | 2.01–6.13  | 1.12–1.14                                                                       | Malcolm-Jamal Warner   | Sascha Rotermund  |
| Dr. Kit Voss                | Orthopädin, CEO (St. 4–6)                                               | 2.04–6.13  |                                                                                 | Jane Leeves            | Ulrike Möckel     |
| Dr. Barrett Cain            | Neurochirurg                                                            | 3.01–4.14  |                                                                                 | Morris Chestnut        | Simon Derksen     |
| Dr. Billie Sutton           | Resident und Oberärztin (St. 5–6) in der Neurochirurgie                 | 4.06–6.13  |                                                                                 | Jessica Lucas          | Nicole Hannak     |
| Dr. Leela Devi              | Resident in der Neurochirurgie und Kardiologie, Chief Resident (St. 6)  | 5.01–6.13  | 4.08, 4.10–4.14                                                                 | Anuja Joshi            |                   |
| Dr. Trevor Daniels (Sutton) | Sohn von Billie, Assistenzarzt (St. 5)                                  | 5.04–5.16  | 5.02                                                                            | Miles Fowler           |                   |
| Dr. Kincaid „Cade“ Sullivan | Ärztin in der Notaufnahme                                               | 6.01–6.13  | 5.10–5.23                                                                       | Kaley Ronayne          |                   |
| Dr. Ian Sullivan            | Pädiatrischer Chirurg, Vater von Cade                                   | 6.01–6.13  | 5.21–5.23                                                                       | Andrew McCarthy        |                   |

## Produktion
Als Drehort für das fiktive Chastain Park Memorial Hospital dienten hauptsächlich Außenaufnahmen und im Inneren vor allem der Eingangsbereich des High Museum of Art in Atlanta im US-Bundesstaat Georgia. Als Drehort für die Klinik für Hilfsbedürftige in der Serie, die Chastain Community Clinic, diente das Anwesen Fort Peace südlich des High Museum.

## Ausstrahlung
In den Vereinigten Staaten wird die Serie seit dem 21. Januar 2018 ausgestrahlt. In Deutschland läuft die Serie seit dem 24. Oktober 2018. Die deutschsprachige Erstausstrahlung der dritten Staffel startete am 10. Juni 2020 auf ProSieben.